# Atheta militaris
Atheta militaris är en skalbaggsart som beskrevs av Max Bernhauer 1909. Atheta militaris ingår i släktet Atheta och familjen kortvingar. Inga underarter finns listade i Catalogue of Life.